# 阿里 (埃纳省)
阿里（法語：Hary，法語發音：[aʁi]）是法国上法兰西大区埃纳省的一个市镇，位于该省东北部，属于韦尔万区。

## 地理
阿里（49°47'17"N, 3°55'59"E）面积11.04 平方千米，位于法国上法蘭西大區埃纳省，该省份为法国北部内陆省份，北起北部省，西接索姆省和瓦兹省，东临阿登省和马恩省，西南至塞纳-马恩省，东北部与比利时接壤。
与阿里接壤的市镇（或旧市镇、城区）包括：蒂耶拉什地区布赖、比雷勒、热尔西、格罗纳尔、特纳耶、韦尔万。

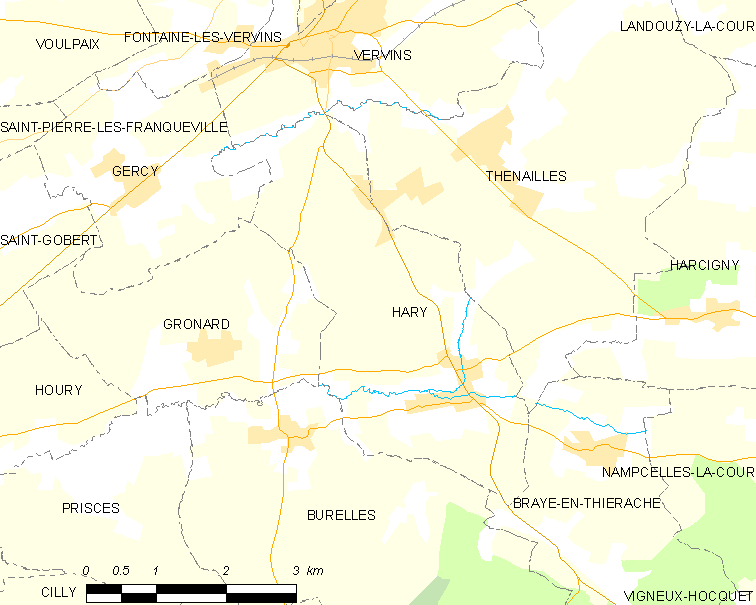
的OSM定位图

阿里的时区为UTC+01:00、UTC+02:00（夏令时）。

## 行政
阿里的邮政编码为02140，INSEE市镇编码为02373。

## 政治
阿里所属的省级选区为韦尔万县。

## 人口

1962-2008年间人口变化图示

阿里于2022年1月1日时的人口数量为196人。